# 临港中运量2号线
临港中运量2号线又名临港新片区中运量T2线，是中华人民共和国上海市浦东新区临港新片区的第二条智轨线路，也是中國首條应用氢能源动力的中运量公共交通线路，于2022年10月28日开通试运营，11月20日正式开通运营。

## 线路
临港中运量2号线起于地铁16号线、临港中运量1号线滴水湖站，依次沿临港大道、环湖西三路、海港大道、沪城环路、橄榄路至1号线水华路站，全长约8.7公里，设8座车站（实际运营停靠站点可以根据需求调整）。该线路于2021年底开工，曾计划2022年上半年开通，但受到疫情影响延后至2022年8月19日起才开始车辆上路测试，于2022年10月28日开通试运营。
2023年7月1日起，临港中运量1号线，2号线调整走向。
| 中文名称                         | 英文名称                                                             | 换乘交通                    | 备注 |
| -------------------------------- | -------------------------------------------------------------------- | --------------------------- | ---- |
| 滴水湖                           | Dishui Lake                                                          | 地铁16号线、临港中运量1号线 |      |
| 环湖西三路临港大道（上海天文馆） | West Huanhu Road No.3 at Lingang Avenue (Shanghai Astronomy Museum)  | 临港中运量1号线             |      |
| 申港大道东（青少年活动中心）     | East Shengang Avenue (Youth Activity Center)                         | 临港中运量1号线             |      |
| 古棕路（临港六院）               | Guzong Road (Shanghai Sixth People's Hospital East)                  | 临港中运量1号线             |      |
| 美人蕉路（临港中心）             | Meirenjiao Road (Lingang Center)                                     | 临港中运量1号线             |      |
| 上元路                           | Shangyuan Road                                                       | 临港中运量1号线             |      |
| 橄榄路                           | Ganlan Road                                                          | 临港中运量1号线             |      |
| 申港大道                         | Shengang Avenue                                                      |                             |      |
| 杞青路                           | Qiqing Road                                                          |                             |      |
| 临港大道                         | Lingang Avenue                                                       | 地铁16号线                  |      |
| 临港大道环湖西三路（上海天文馆） | Lingang Avenue at West Huanhu Road No. 3 (Shanghai Astronomy Museum) | 临港中运量1号线             |      |
| 滴水湖                           | Dishui Lake                                                          | 地铁16号线、临港中运量1号线 |      |

## 票价
临港中运量2号线执行2元单一票价，乘客可持现金、上海交通卡（实体卡及手机交通卡）购票或手机支付，不设找零。市民凭上海交通卡实体卡，或者手机交通卡均可享受与地面公交、轨道交通的优惠换乘。

## 车辆
临港中运量2号线所用车辆于2021年12月20日下线。临港中运量2号线用车继续采用数字轨道磁钉技术，但相比1号线用车，该车动力电源被更换为氢燃料电池，一次加氢用时15分钟，续航100公里。临港新片区正在建设相应的加氢站，未来T1线也会更换为氢动力车辆。该车将T1线车辆的三块屏幕合并为一块大屏幕，设360°全景影像，以便于车辆转弯。